# Cheadle (Staffordshire)
Cheadle è una cittadina di 12 165 abitanti, situata nella contea dello Staffordshire in Inghilterra.